# Руд Крол
Руд Крол (хол. Ruud Krol; 24. март 1949) бивши је холандски фудбалер.

## Каријера
Каријеру је започео у амстердамском Ајаксу током тренерског периода Ринуса Михелса. У првој сезони имао је мало прилика да игра. Године 1969, дефанзивац Тео ван Дивенбоде потписао је за Фејенорд и Крол је постао стандардни првотимац. Приликом прве победе Ајакса у Купу европских шампиона 1971. није играо у финалу јер се повредио: сломио је ногу. На друга два финала 1972 и 1973. играо је у финалима Купа европских шампиона. После 1973. већина играча Ајакса је отишла у иностранство (између осталих: Кројф, Нескенс), али је Крол остао веран Ајаксу, а после одласка Пита Кајзера постао је капитен тима све до 1980. године. Затим је потписао уговор на једну сезону са канадским Ванкувер Вајткепсима, тимом Северноамеричке фудбалске лиге (НАСЛ). Наредне четири сезоне играо је у Италији, за Наполи, где је тада поново било дозвољено учешће једног странца по тиму. После Напуља активну фудбалску каријеру завршио је у француском друголигашу Кану.
Крол је дебитовао за репрезентацију Холандије против Енглеске 1969. године и остварио је 83 наступа за државни тим, што је дуго био национални рекорд. Крол је био одличан представник тоталног фудбала. Играо је у разним улогама, од одбране до средине терена. На Светском првенству 1974. асистирао је за Кројфов гол против Бразила, а био је стрелац против Аргентине. На крају су изгубили у финалу 2:1 од домаћина Западне Немачке.
Био је део холандског тима који је учествовао на Европском првенству 1976. у Југославији, када су заузели треће место.
На Светском првенству 1978. одржаном у Аргентини, Крол је постао капитен тима након Кројфовог одсуства. Такође је био уврштен у ФИФА Ол Стар тим након што је финале поново изгубљено од домаћина Аргентине са 3–1. У гласању за Златну лопту 1979. био је трећи иза Кевина Кигена и Карл-Хајнц Руменигеа. Учествовао је на Европском првенству у Италији 1980. године, био је капитен националног тима.
Након завршетка играчке каријере, радио је као фудбалски тренер.

## Успеси
Ајакс
- Ередивизија: 1969/70, 1971/72, 1972/73, 1976/77, 1978/79, 1979/80.
- Куп Холандије: 1969/70, 1970/71, 1971/72, 1978/79.
- Куп европских шампиона: 1970/71, 1971/72, 1972/73.
- УЕФА суперкуп: 1972, 1973.
- Интерконтинентални куп: 1972.

Холандија
- Светско првенство финале: 1974, 1978.
- Европско првенство треће место: 1976.